# Bradypus pygmaeus
Bradypus pygmaeus (лінивець карликовий) — вид неповнозубих ссавців родини Трипалі лінивці (Bradypodidae).

## Поширення
Відомий тільки з Ісла-де-Ескудо Верагуас, островів Бокас-дель-Торо, Панама. Цей острів є невеликим, площею всього близько 5 квадратних кілометрів. Це найменший з усіх лінивців знаходиться і в мангрових заростях і у внутрішній частині Ісла-де-Ескудо.

## Опис
Загальна довжина: 485 - 530 мм. Довжина хвоста: 45 - 60 мм. Вага 2,5 - 3,5 кг
Bradypus pygmaeus схожий на Bradypus variegatus але менший, на 15% за загальною довжиною і 40% по масі. Характеризується, як правило, плямистим, блідим світло-коричневим хутром і жовто-коричневим лицем з характерною темною смугою на лобі, від якого довге, кошлате волосся висить на обличчі, надаючи зовнішній вигляд капюшона. Лінивці мають незвичайні засоби маскування, щоб уникнути хижаків; їх зовнішнє хутро часто вкрите водоростями, надаючи шерсті зеленуватий відтінок, який допомагає приховати їх у лісовому середовищі існування. Трипалі лінивці (Bradypus) можна відрізнити від далеких родичів, двопалих лінивців (Choloepus), за 3 пальцями на їх передніх кінцівках, різкішою мордою, і більш простими, кілкоподібними зубами.

## Спосіб життя
В основному деревний, хоча вони можуть ходити по землі, а також плавати. Як і інші лінивців, вони можуть бути активні в будь-який час дня і проводять більшу частину свого часу сплячими або сидячими. Вони, як правило, одиночні і не схильні подорожувати далеко. Оселище в середньому 1,6 га.
Їдять листя різних дерев. Це енергійно погане харчування, і ці тварини мають дуже низьку швидкість метаболізму. Їх основний захист це камуфляж і спокій, в результаті чого вони значною мірою уникають виявлення хижаками. Тим не менш, якщо вони атаковані, лінивці також мають чудову здатність до виживання у зв'язку з їх жорсткою шкірою, чіпкою хваткою і екстраординарними здібностями зцілюватися від тяжких ран.
Нічого не відомо про їх відтворення, тривалість життя, комунікацію.

## Охорона і загрози
Хоча острів безлюдний, існують сезонні відвідувачі (рибалки, ловці омарів, туристи, місцеві жителі), які здійснюють лісозаготівлі, щоб зберегти дерев'яні будинки на острові. Попередні дослідження показують, знижений рівень генетичної різноманітності карликових лінивців. Острів охороняється як заказник.